# Any Human Heart
Any Human Heart é uma minissérie britânica de 2010 dirigida por Michael Samuels, baseada no romance de mesmo nome de William Boyd. Foi transmitida pelo Channel 4 de 21 de novembro a 12 de dezembro de 2010, consistindo em quatro episódios. Uma versão reeditada foi ao ar nos Estados Unidos na PBS.
A minissérie foi indicada a 4 Primetime Emmys e foi premiada com BAFTA de Melhor série de drama em 2011.

## Sinopse
A história retrata uma jornada sentimental pela vida ficcional de um escritor, que atravessa o Século XX à procura do amor e de uma razão para viver, enquanto testemunha fatos históricos e se relaciona com personalidades que marcaram suas épocas.

## Elenco
- Jim Broadbent ...Logan Mountstuart (velho)
- Matthew Macfadyen ...Logan Mountstuart
- Sam Claflin ...Logan Mountstuart (jovem)
- Conor Nealon ...Logan Mountstuart (criança)
- Hayley Atwell ...Freya Deverell
- Ed Stoppard ...Ben Leeping (velho)
- Samuel West ...Peter Scabius (velho)
- Gillian Anderson ...Wallis, Duquesa de Windsor
- Tom Hollander ...Eduardo VIII do Reino Unido
- Kim Cattrall ...Gloria Scabius
- Holliday Grainger ...Tess Scabius
- Tobias Menzies ...Ian Fleming
- Charity Wakefield ...Land Fothergill
- Stanley Weber ...Swiss Detective

## Prêmios e indicações
| Ano  | Prêmio                               | Categoria                                                                         | Nomeado(s)                                                 | Resultado |
| ---- | ------------------------------------ | --------------------------------------------------------------------------------- | ---------------------------------------------------------- | --------- |
| 2012 | American Society of Cinematographers | Fotografia em Telefilme/Minissérie                                                | Wojciech Szepel                                            | Indicado  |
| 2011 | Primetime Emmy Award                 | Tema de Abertura                                                                  | Dan Jones                                                  | Indicado  |
| 2011 | Primetime Emmy Award                 | Melhor Composição Musical para minissérie, telefilme e especial (música original) | Dan Jones                                                  | Indicado  |
| 2011 | Primetime Emmy Award                 | Melhor Edição de Som em Minissérie, Telefilme ou Especial                         | Vários                                                     | Indicado  |
| 2011 | Primetime Emmy Award                 | Melhor Design de Abertura                                                         | Paul McDonnell, Hugo Moss e Justin Lowings                 | Indicado  |
| 2011 | BAFTA Award                          | Trilha Sonora                                                                     | Dan Jones                                                  | Venceu    |
| 2011 | BAFTA Award                          | Série de Drama                                                                    | Any Human Heart                                            | Venceu    |
| 2011 | BAFTA Award                          | Melhor Figurino                                                                   | Charlotte Holdich                                          | Indicado  |
| 2011 | BAFTA Award                          | Fotografia e Iluminação                                                           | Wojciech Szepel                                            | Indicado  |
| 2011 | BAFTA Award                          | Maquiagem e Cabelo                                                                | Karen Hartley                                              | Indicado  |
| 2011 | BAFTA Award                          | Ator                                                                              | Jim Broadbent                                              | Indicado  |
| 2011 | BAFTA Award                          | Atriz Coadjuvante                                                                 | Gillian Anderson                                           | Indicado  |
| 2011 | BAFTA Award                          | Mixagem de Som                                                                    | Nigel Heath, Alex Sawyer, Adam Armitage e Alistair Crocker | Indicado  |